# Парагонимијаза
Парагонимијаза је паразитарна инфекција коју узрокује метиљ из рода Paragonimus, а најчешћа је то Paragonimus westermani. Преносници овог паразита су морски пужеви у којима јајашца сазревају, затим се инфестирају ракови и други љускари. Човек се инфестира конзумирањем сирових или недовољно термички обрађених ракова. Јединке из црева пролазе кроз зид црева, дијафрагму и доспевају у плућа где се инкапсулирају и сазревају у одрасле јединке дуге између 7,5 i 12 mm. Метиљи могу да мигрирају и до других органа: мозга, јетре, слезине, поткожног ткива и попречно-пругастих мишића.

## Клиничка слика
У око 20% случајева парагонимијаза је асимптоматска. Када симптоми постоје, у акутној фази се јављају у виду болова у трбуху, дијареје и уртикарије. Пар дана касније се јавља повишена телесна температура, кашаљ, диспнеја (отежано дисање), бол у грудима, презнојавање и малаксалост.
У хроничној фази манифестације могу бити плућне или ванплућне. Хронични плућни симптоми почињу 6 месеци након инфекције и подразумевају сув кашаљ, касније и продуктиван, са искашљавањем спутума боје рђе или златне боје.
Ванплућна парагонимијаза настаје миграцијом јединки у друге органе: јетру, слезину, бубрег, мозак, црева, перитонеум, мезентеричне лимфне чворове, мишиће, полне жлезде, поткожна ткива, кичмену мождину итд. Мождана парагонимијаза се често јавља код деце. У акутној фази настаје менингоенцефалитис који траје 1-2 месеца. У хроничној фази се могу јавити парализа фацијалног живца, хемиплегија (одузетост једне половине тела), параплегија (одузетост доње половине тела), главобоље, епилептички напади, повраћање и слабост.
У другим органима јединке стварају цисте, апсцесе или грануломе.

## Дијагноза и лечење
Дијагноза се поставља на основу анамнезе, клиничке слике, серолошких тестова, налаза јаја у спутуму, столици, урину, плеуралној течности, ликвору или гноју, рендгенографије плућа и компјутеризоване томографије.
Примењују се антипаразитарни лекови, а уз то је потребна и симптоматска и супортивна терапија.